# Roujan
Roujan (okzitanisch Rojan) ist ein südfranzösischer Ort und eine Gemeinde (commune) mit 2.297 Einwohnern (Stand 1. Januar 2022) im Département Hérault in der Region Okzitanien.

## Lage und Klima
Das etwa 120 m hoch gelegene Runddorf (Circulade) Roujan liegt auf einem Hügel etwa 23 km (Fahrtstrecke) nordöstlich von Béziers; die Kleinstadt Pézenas ist gut 11 km in südöstlicher Richtung entfernt. Der kleine Fluss Peyne durchfließt das Gemeindegebiet. Die Runddörfer Gabian, Margon und Caux befinden sich im Umkreis von ca. fünf Kilometern. Das milde bis gemäßigte Klima wird sowohl vom Mittelmeer als auch von den Bergen der südlichen Cevennen beeinflusst; Regen (ca. 650 mm/Jahr) fällt überwiegend im Winterhalbjahr.

## Bevölkerungsentwicklung
| Jahr                       | 1800 | 1851 | 1901 | 1954 | 1999 | 2018 |
| Einwohner                  | 1169 | 1740 | 2040 | 1632 | 1486 | 2169 |
| Quellen: Cassini und INSEE |      |      |      |      |      |      |

Die Reblauskrise im Weinbau und die zunehmende Mechanisierung der Landwirtschaft sorgten seit dem Beginn des 20. Jahrhunderts für einen deutlichen Bevölkerungsrückgang, der erst in den 1990er Jahren aufgrund der relativen Nähe zur Stadt Béziers zum Stillstand kam.

## Wirtschaft
In früheren Zeiten lebten die Bewohner des Ortes als weitgehende Selbstversorger von der Landwirtschaft, wobei neben Getreide auch Wein angebaut wurde. Daneben betrieb man ein wenig Viehzucht (Schweine, Hühner etc.). Wie in vielen Orten des Languedoc dominierte im 19. Jahrhundert der Weinbau; die örtliche Winzergenossenschaft vermarktet den hier produzierten Wein über die Appellationen Languedoc, Pays d’Herault und Pays d’Oc. Auch der Tourismus in Form der Vermietung von Ferienwohnungen (gîtes) spielt seit den 1960er Jahren eine wichtige Rolle für die Einnahmen der Bewohner und der Gemeindekasse.

## Geschichte
Es wird vermutet, dass eine keltische Wallanlage (castrum), die später von den Römern okkupiert und ausgebaut wurde, am Anfang der Ortsgeschichte steht. Andererseits könnten die Circulade genannten Wehrdörfer auch auf originär mittelalterlichen Planungen beruhen. Die im Jahr 1080 gegründete Abtei Cassan beförderte die weitere Entwicklung des Dorfes.

## Sehenswürdigkeiten
- Unmittelbar beim Ort befindet sich eine Ausgrabungsstätte aus römischer Zeit. Hier wurden die Fundamente von 3 Tempeln freigelegt.[1]
- Der alte Ortskern von Roujan gehört zum Typus der Circulades – Runddörfer, die aus Verteidigungsgründen um einen Kern, bestehend aus einer Burg und/oder Kirche, herum angelegt wurden und deren äußere Häuserfront als Ersatz für eine kostspielige Stadtmauer diente.
- Die außerhalb des Häuserrings stehende ehemalige Prioratskirche (Église Saint-Laurent) stammt ursprünglich aus dem 13./14. Jahrhundert und ist eines der wenigen Beispiele ländlicher gotischer Architektur im Süden Frankreichs. Der Kirchenbau wurde jedoch im 18./19. Jahrhundert gründlich überarbeitet: Das ehemalige gotische, geringfügig aus der Fassade hervortretende Westportal wurde vermauert und durch ein neues auf der Südseite ersetzt; darüber hinaus wurden die auffälligen giebelständigen Seitenkapellen hinzugefügt. Das original erhaltene Westfenster besteht aus sieben gleich großen Sechspässen. Das Innere der Kirche ist einschiffig und wird von einem Rippengewölbe überspannt, das auf figürlich gestalteten Konsolen aufruht. Der Kirchenbau wurde im Jahr 1954 als Monument historique anerkannt.[2]

Umgebung

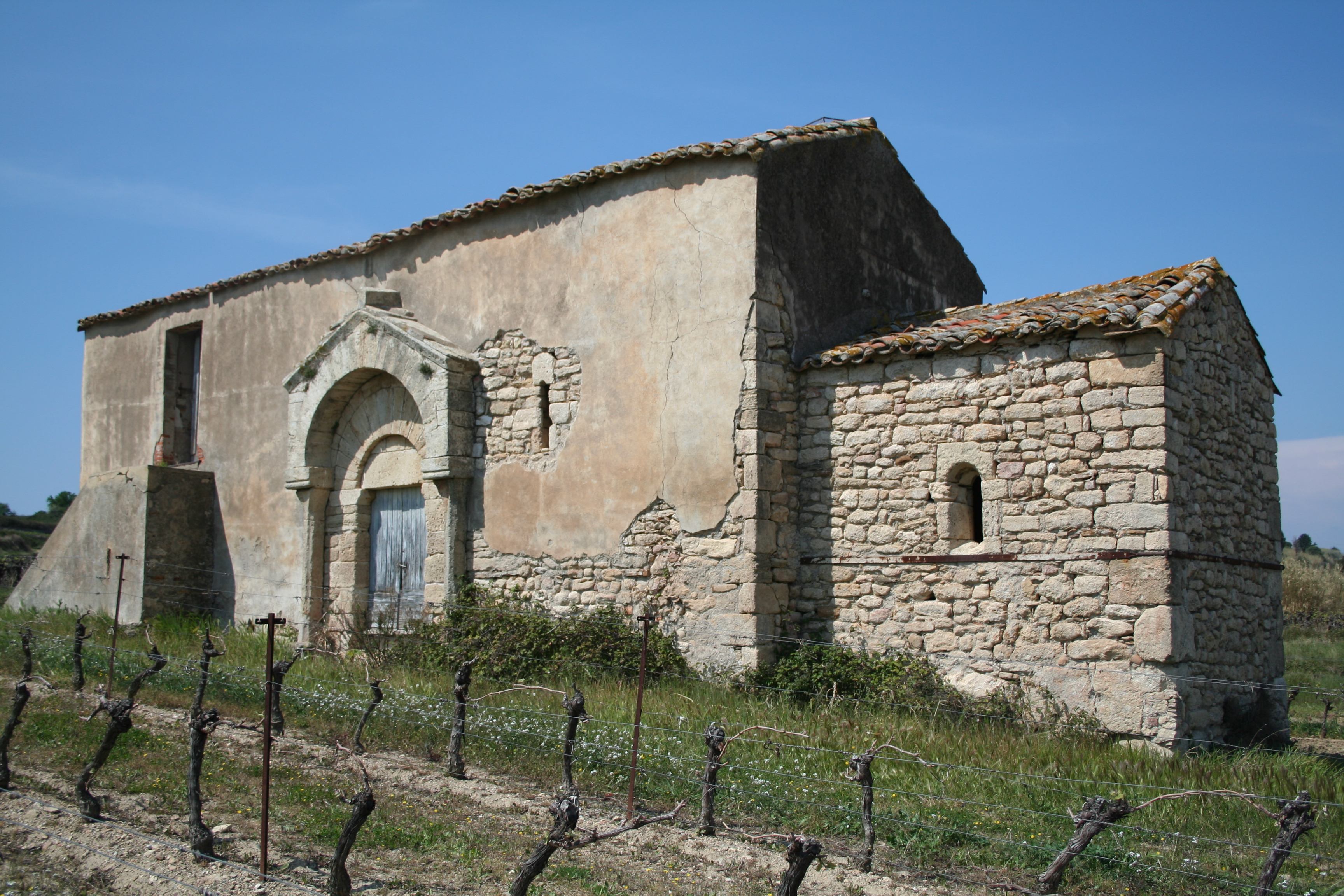
Église Saint-Nazaire

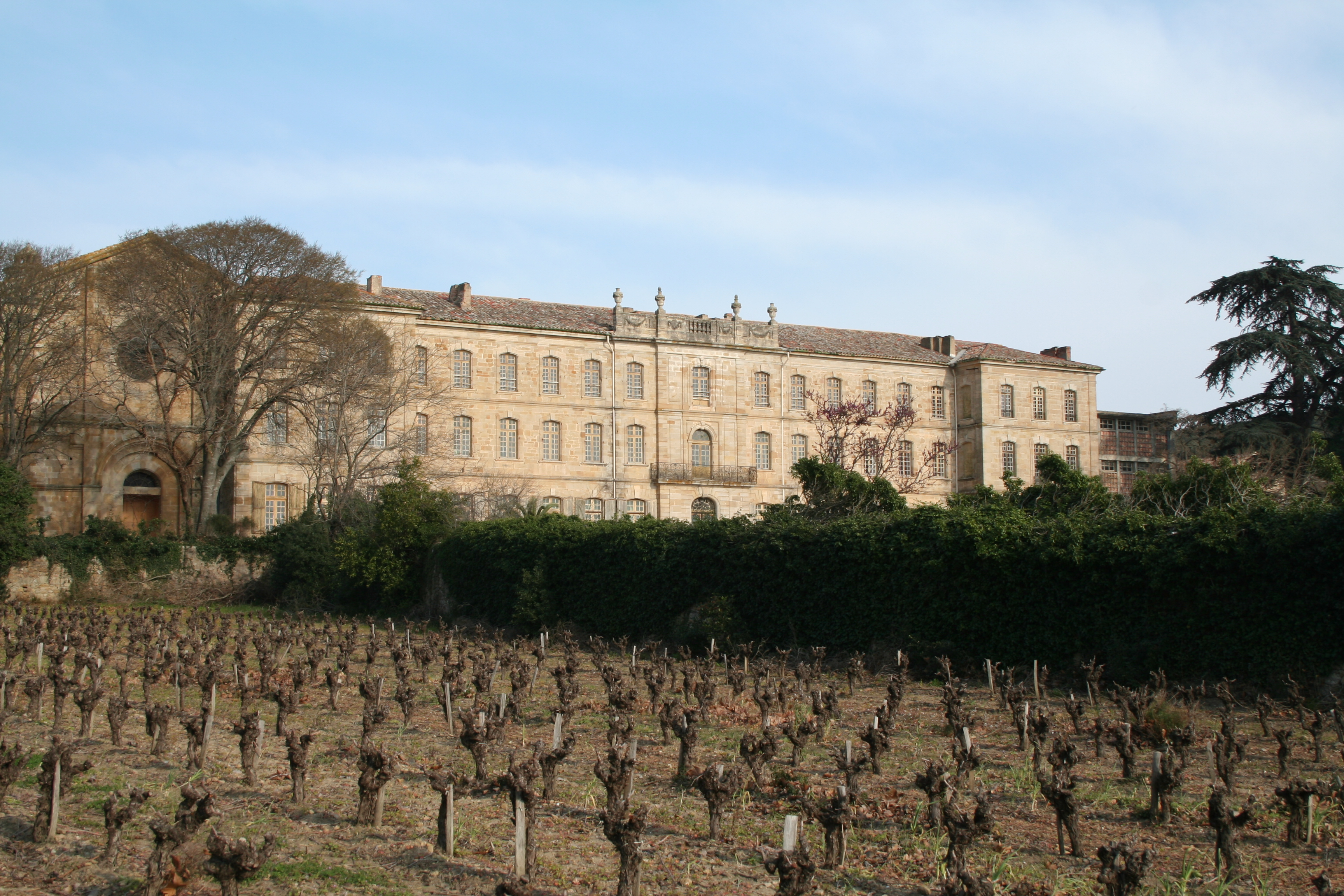
Abbaye de Cassan

- Die aufgrund ihrer einfachen Steinbearbeitung und vor allem wegen ihrer monolithischen Fensterbögen noch der präromanischen Zeit (9./10. Jahrhundert) zugeordnete Kirche Saint-Nazaire steht etwa 1,5 km südlich des Ortes in den Weinfeldern (43° 29′ 31″ N, 3° 19′ 1″ O). Möglicherweise war sie einmal die Pfarrkirche eines längst verschwundenen Ortes. Sie hat eine nahezu quadratische Apsis und eine auf eine Empore führende doppelläufige Außentreppe, die allerdings – ebenso wie das aus der Südwand hervortretende Portal – später hinzugefügt wurde. Der kleine Kirchenbau wurde im Jahr 1981 als Monument historique anerkannt.[3]
- Etwa anderthalb Kilometer nordwestlich von Roujan (43° 30′ 35″ N, 3° 17′ 17″ O) befindet sich das ehemalige Augustiner-Priorat Cassan, das manchmal auch als abbaye oder als château tituliert wird. Bereits im Jahr 1080 gegründet, wurde das Kloster im Verlauf des Hundertjährigen Krieges (1337–1453) und der Hugenottenkriege (1562–1598) stark in Mitleidenschaft gezogen, so dass im Jahr 1605 nur noch acht Kanoniker gezählt wurden. Im Jahr 1671 kam es unter die Obhut der Abtei Sainte Geneviève in Paris; aus dieser Zeit stammen die heutigen Klostergebäude. Nur die im Jahr 1115 geweihte und von einem Tonnengewölbe bedeckte romanische Kirche blieb weitgehend original erhalten. Kirche, Klostergebäude und Gartenanlage wurden in den Jahren 1953 bzw. 1998 als Monument historique anerkannt.[4]